# Acanthocnemus nigricans
Acanthocnemus nigricans é uma espécie de insetos coleópteros polífagos pertencente à família Acanthocnemidae.
A autoridade científica da espécie é Hope, tendo sido descrita no ano de 1845.
Trata-se de uma espécie presente no território português.